# Amblyopone gaetulica
Amblyopone gaetulica é uma espécie de formiga do gênero Amblyopone.